# Conjunto equilibrado
Um subconjunto {\displaystyle S\,\!} de um espaço vectorial {\displaystyle X\,\!} sobre um corpo {\displaystyle \mathbb {K} } diz-se equilibrado se, para qualquer elemento {\displaystyle x\,\!} de {\displaystyle S\,\!} e qualquer {\displaystyle \lambda \in \mathbb {K} } com {\displaystyle |\lambda |\leq 1}, se tiver {\displaystyle \lambda x\in S}.

## Propriedades
- Qualquer subespaço vectorial de {\displaystyle X} é equilibrado.
- Se {\displaystyle (S_{i})_{i\in I}} é uma família de equilibrados de {\displaystyle X\,\!}, então {\displaystyle \bigcap \limits _{i\in I}S_{i}} é equilibrado;
- Se {\displaystyle (S_{n})_{n\in \mathbb {N} }} é uma sucessão crescente de equilibrados de {\displaystyle X\,\!}, então {\displaystyle \bigcup \limits _{n=1}^{\infty }S_{n}} é equilibrado;
- Se {\displaystyle f:X\rightarrow Y\,\!} é uma aplicação linear, tem-se que:
  - se {\displaystyle S\,\!} é equilibrado em {\displaystyle X\,\!}, então {\displaystyle f(S)\,\!} é equilibrado em {\displaystyle Y\,\!};
  - se {\displaystyle T\,\!} equilibrado em {\displaystyle Y\,\!}, então {\displaystyle f^{-1}(T)\,\!} é equilibrado em {\displaystyle X\,\!}.
- O invólucro convexo de um equilibrado de {\displaystyle X\,\!} é equilibrado.

## Invólucro equilibrado
Ao menor equilibrado de {\displaystyle X\,\!} que contém {\displaystyle S\,\!} chama-se o invólucro equilibrado de {\displaystyle S\,\!}. Este é dado por:
{\displaystyle \{\lambda x:x\in S,|\lambda |\leq 1\}}.
O invólucro equilibrado de um subconjunto de {\displaystyle X\,\!} depende do corpo {\displaystyle \mathbb {K} }. Por exemplo, em {\displaystyle X=\mathbb {C} }, considerado como espaço vectorial real, o invólucro equilibrado de {\displaystyle S=\{1\}\,\!} é o intervalo {\displaystyle [-1,1]\,\!}. Mas, sendo {\displaystyle X\,\!} um espaço vectorial complexo, o invólucro equilibrado de {\displaystyle S\,\!} é o disco fechado, centrado na origem e raio 1.